# Tân Tiến, Văn Giang
Tân Tiến là một xã thuộc huyện Văn Giang, tỉnh Hưng Yên, Việt Nam.

## Địa lý
Xã Tân Tiến nằm ở phía nam huyện Văn Giang, có vị trí địa lý:
- Phía đông giáp huyện Yên Mỹ và xã Vĩnh Khúc
- Phía tây giáp xã Liên Nghĩa
- Phía nam giáp huyện Yên Mỹ và huyện Khoái Châu
- Phía bắc giáp xã Long Hưng và xã Nghĩa Trụ.

Xã Tân Tiến có diện tích 9,92 km², dân số năm 2019 là 13.782 người, mật độ dân số đạt 1.389 người/km².

## Hành chính
Xã Tân Tiến có 12 thôn, ấp được chia thành 9 thôn: Đa Ngưu, Đa Phúc, Kim Ngưu, Phượng Trì, Nhân Nội, Vĩnh Lộc, Hòa Bình Hạ, Hòa Bình Thượng, Bá Khê và 3 ấp: Bá Khê, Đa Phúc, Kim Ngưu.

## Lịch sử
Trước đây, Tân Tiến là một xã thuộc huyện Châu Giang cũ.
Ngày 24 tháng 7 năm 1999, Chính phủ ban hành Nghị định 60/1999/NĐ-CP về việc chia huyện Châu Giang thành 2 huyện Khoái Châu và Văn Giang. Xã Tân Tiến trực thuộc huyện Văn Giang.

## Văn hóa

### Các đi tích lịch sử đã được xếp hạng

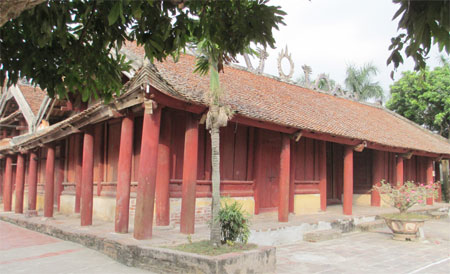
Đình 100 cột

Đình làng Đa Ngưu 100 cột với lối kiếm trúc đẹp, hàng năm đình làng Đa Ngưu mở hội vào ngày 10/2 âm lịch. Theo chu kỳ cứ 5 năm hội mở to 1 lần. Đây là dịp con cháu xa quê, du khách thập phương về dự lễ hội của quê nhà. Sau bao nhiêu ngày làm vất vả, ngày hội là ngày mọi người dân, các dòng họ mang những mâm lễ vật thành kính dâng lên đình chùa tổ tiên, cầu chúc cho một năm gặt hái được nhiều thành công tốt đẹp, cuộc sống ấm no và hạnh phúc.

## Giao thông
Xã Tân Tiến có tỉnh lộ 205B, tỉnh lộ 207 (đường liên tỉnh Hà Nội - Hưng Yên) (đường 5 cao tốc Ha noi-Hai phong) chạy qua địa phận xã.